# 比尔拉财团
比尔拉财团 (Aditya Birla Group，ABG) 是印度一家跨国公司，也是僅次於塔塔財團的印度第二大財團。它的歷史可以追溯至1857年。总部位于孟买。它也是财富美国500强公司之一。 该集团在36个国家开展业务。 截至2022年，该公司的收入為600 亿美元 ，而且超过一半的收入来自印度以外的业务。  該公司曾經和國大黨關係密切。
该集团的業務有金属、水泥、时尚和零售、金融服務、可再生能源、纤维、纺织、化學工業、房地产、贸易、采矿业和娛樂。  該企業還一度控制印度斯坦時報。
比尔拉财团旗下擁有七家上市公司，截至2022年3月，它们的总市值超过700亿美元。 